# Tele/eXprés
Tele/eXpres fue un diario independiente vespertino, que apareció en Barcelona el 14 de septiembre de 1964 hasta 1980, editado en español. 
El primer número de Tele/eXpres fue publicado la tarde del 16 de septiembre de 1964, siendo el primer periódico privado que se editaba en Cataluña tras la guerra civil española. Era propiedad del banquero e industrial Jaime Castell Lastortras. El grafismo de la cabecera del diario fue realizado, a partir de una idea de Josep Pernau, por Josep Pla-Narbona, uno de los fundadores y  primer presidente de  Grafistas FAD (actualmente ADG-FAD) quien diseñó el logotipo en negativo, blanco sobre azul, tan característico e innovador. Inicialmente, la empresa editora estaba controlada por un grupo formado por Jaume Castells (financiero), Carlos Sentís, Federico Gallo y Andreu-Avel·lí Artís. Después se lo quedaron el propio Castells y Carlos Godó y, en 1977, el grupo Mundo del empresario catalán Sebastián Auger.
Aprovechando las expectativas creadas por la Ley de Prensa aprobada por el ministro Manuel Fraga Iribarne, empezó con un cierto carácter sensacionalista, por cuyo motivo siempre tuvo problemas con la censura franquista y despertó el recelo de los otros diarios de Barcelona (El Correo Catalán y La Vanguardia). Tenía prestigio a causa de su redacción heterogénea (Federico Gallo, Carlos Carrero de Lara,Manuel del Arco, Pascual Maisterra, Josep Pernau, Juan Segura Palomares, Jaume Miravitlles o Josep Maria Lladó).
En septiembre de 1966 Ignacio Agustí fue cesado como director por un artículo sobre una manifestación de curas. Manuel Ibáñez Escofet se decantó más hacia los problemas de Cataluña, pero fue obligado a dimitir en 1975 por un artículo que llevó a la cárcel al periodista Josep Maria Huertas Clavería, y que provocó la primera huelga de la prensa barcelonesa. 
Colaboraron periodistas como Joan de Sagarra i Devesa, Manuel Vázquez Montalbán, Ramon Barnils, Paco Candel, Antoni von Kirchner u Octavi Martí, entre muchos otros. Desde 1975 publicó semanalmente una o dos páginas culturales en catalán. Tuvo notable audiencia hasta que dejó de publicarse en 1980.

## Directores deTele/eXpres
- Andreu-Avel·lí Artís, "Sempronio" (1964-1966)
- Ignacio Agustí (1966)
- Carlos Sentís (1966-1968)
- Manuel del Arco (1968)
- Manuel Ibáñez y Escofet (1968-1975)
- Pere-Oriol Costa (1976)
- César Molinero (1976-1977)
- Miguel Ángel Bastenier (1977-1979)
- Tristán La Rosa (1979-1980)

## Secciones
| Años | Números | Título       | Autoría        | Tipo  |
| ---- | ------- | ------------ | -------------- | ----- |
| 1968 |         | Con burbujas | Antonio Turnes | Serie |

### Redactores y colaboradores
| - Juan Francisco Torres (Crítico de cine) - Joan de Sagarra ("El día de siempre") - Ramon Barnils ("A media luz") - Federico Gallo - Pascual Maisterra - Juan Segura Palomares - Manuel del Arco - Josep Pernau ("Periferia") - Ana María Moix ("Veinticuatro horas de la vida de...") - Jaume Miravitlles - Lluís Bassets - Avel·lí Artís i Gener, "Tisner" (dibujante) - Santiago de Anta - Jaume Guillamet - Xavier Roig - Josep Maria Sòria - Manuel Vázquez Montalbán ("Del alfiler al elefante" i "Pequeño planeta") - Josep Maria Lladó - Joaquim Ibarz - Montserrat Nebot - Enric Juliana | - Darío Vidal - Carlos Carrero - Jaume Serrats - Josep M. Casasús - Josep M. Huertas - Manuel J. Campo Vidal - Rafael Wirth ("Paisanaje") - Enric Bañeres - Miquel Villagrasa - Enrique Arias ("De aquí para allá") - Cesc (dibuixant) - Colita (fotógrafa) - Pepe Encinas (fotógrafo) - Pere Monés (fotógrafo) - Nicolás González (fotógrafo) - Kim Manresa (fotógrafo) - Bru Rovira - Juanjo Caballero - Pedro Madueño - Txerra Cirbián - Manel Armengol (fotografía) - Jaume Melendres |